# Fatih Çakıroğlu
Fatih Çakıroğlu (* 14. dubna 1981 Istanbul) je turecký zápasník–volnostylař.

## Sportovní kariéra
Zápasení se věnoval od 7 let v rodném Istanbulu pod vedením svého otce Enise, bývalého národního zápasníka. V turecké mužské volnostylařské reprezentaci se pohyboval od roku 2001 ve váze do 96 kg. V roce 2004 se kvalifikoval na olympijské hry v Athénách, kde nepostoupil ze základní skupiny přes Alexandra Šemarova z Běloruska.
Od roku 2006 startoval ve vyšší váze do 120 kg. V roce 2007 vybojoval pátým místem na mistrovství světa v Baku účast na olympijských hrách v Pekingu v roce 2008. Z důvodu zranění však byl do Pekingu nominován jeho reprezentační kolega Aydın Polatçı.
V roce 2011 byl po zisku titulu mistra Evropy pozitivně testován na doping. B vzorek však doping nepotvrdil a vyhnul se dvouletému zákazu startu. V roce 2012 dostal přednost při turecké olympijské nominaci na olympijské hry v Londýně ankarský Taha Akgül. Proti Akgülovi se v dalších letech v reprezentaci neprosadil.

## Výsledky
| Turnaj             | 1997 | 1998 | 1999 | 2000 | 2001 | 2002 | 2003 | 2004 | 2005 | 2006 | 2007 | 2008 | 2009 | 2010 | 2011 |
| Turnaj             | 16   | 17   | 18   | 19   | 20   | 21   | 22   | 23   | 24   | 25   | 26   | 27   | 28   | 29   | 30   |
| Turnaj             | -97  | -97  | -130 | -130 | -97  | -96  | -96  | -96  | -96  | -120 | -120 | -120 | -120 | -120 | -120 |
| ------------------ | ---- | ---- | ---- | ---- | ---- | ---- | ---- | ---- | ---- | ---- | ---- | ---- | ---- | ---- | ---- |
| Olympijské hry     |      |      |      | —    |      |      |      | úč.  |      |      |      | —    |      |      |      |
| Mistrovství světa  | —    | —    | —    |      | —    | úč.  | —    |      | úč.  | —    | 5.   |      | —    | úč.  | 7.   |
| Mistrovství Evropy | —    | —    | —    | —    | 7.   | 3.   | 2.   | úč.  | 3.   | —    | 3.   | —    | —    | 2.   | 1.   |
| MS juniorů         | —    | úč.  | úč.  | úč.  | úč.  |      |      |      |      |      |      |      |      |      |      |
| ME juniorů         | —    | —    | úč.  | úč.  |      |      |      |      |      |      |      |      |      |      |      |
| MS dorostenců      | 5.   |      |      |      |      |      |      |      |      |      |      |      |      |      |      |